# Феофанія
Феофанія — селище (історична місцевість) на південній околиці Голосіївського району Києва. Розташована між Голосієвом, Теремками, Пироговом і Хотовом.
Найстаріша частина — вздовж вулиці Академіка Лебедєва, довкола Свято-Пантелеймонівського собору.

## Історія місцевості
Згадується у 1471 як Лазарівщина, що була володінням київського тіуна (розпорядника) Ходики. Версію про походження назви від імені ченця-пасічника Лазаря документально не підтверджено. Згодом — хутір Лазарівка. Одночасно у XVII—XVIII століттях згадується під назвою Шахравщина (Шархавщина). Наприкінці XVIII століття належала Софійському чоловічому монастирю. Сучасна назва, ймовірно, з 1803, коли тут оселився і заснував скит єпископ Феофан Шиянов (Феофанію було передано йому під дачу). З 60-х років XIX століття належала Михайлівському монастиреві. За адміністративно-територіальним устроєм хутір входив до Хотівської волості. З 1919 — приміський радгосп, після закінчення Другої світової війни — науковий і лікувальний осередок. Деякі з джерел в урочищі «Феофанія» вважаються цілющими.
У кінці 1940-х — на початку 1950-х років на території Феофанії група під керівництвом академіка С. О. Лебедєва працювала над створенням першого у континентальній Європі комп'ютера з програмою, що зберігається в пам'яті — Малої електронної лічильної машини («МЕСМ»).

## Сучасний розвиток
У 1972 році урочище «Феофанія» було проголошено парком-пам'яткою, з 1992 р. воно має статус парку-пам'ятки садово-паркового мистецтва загальнодержавного значення, підпорядкованого Державному заповідному господарству «Феофанія» Національної академії наук України.

|
|
З 2003 року виконувалася реконструкція зони відпочинку навколо ставків з облаштуванням каналізації, водопостачання, альтанок, фонтанів, прокладенням мощених доріжок, облицюванням берегів та ін. Організовано пункти громадського харчування та контрольно-пропускного пункту з автостоянкою. З 2006 року статус — Садово-парковий комплекс «Феофанія» НАН України.

|
|
У районі Феофанії розташовані Свято-Пантелеймонівський жіночий монастир, Інститут теоретичної фізики імені М. М. Боголюбова Національної академії наук України, Науковий центр екомоніторингу та біорізноманіття мегаполісу НАН України, Садово-парковий комплекс НАН України «Феофанія». До Феофанії безпосередньо примикає приміське село Хотів та Хотівське городище скіфських часів (датується 6-4 ст. до н. е.).
У Голосіївському лісі поблизу Феофанії розташовані: Клінічна лікарня «Феофанія» Державного управління справами, Всеукраїнський центр радіохірургії, Національний експоцентр України, Інститут бджільництва імені П. І. Прокоповича, Національний музей бджільництва України, Головна астрономічна обсерваторія НАН України, Національний музей народної архітектури та побуту України.